# فرانک مسروی
فرانک مسروی (انگلیسی: Frank Messervy; ۹ دسامبر ۱۸۹۳ – ۲ فوریهٔ ۱۹۷۴) سیاست‌مدار اهل بریتانیا بود. وی همچنین برندهٔ جوایزی همچون نشان امپراتوری بریتانیا و نشان حمام شده‌است.